# Abdul Hafiz Ghoga
Abdul Hafiz Ghoga (også Ghogha eller Abdelhafed Abdelkader Ghoga, arabisk: عبد الحافظ غوقة) er en libysk menneskerettigheds dommer. Han er talsmand og næstformand for Det libyske overgangsråd, derved vice statsoverhoved i Libyen, en stilling han tiltrådte den 23. marts 2011.
Abdul Hafiz Ghoga var aktivt involveret i juridisk repræsentation for de familierne til de der blev dræbt i 1996 Abu Salim fængsel massakre.